# 马尔西亚
马尔西亚（法語：Marcillat，法語發音：[maʁsija]）是法国多姆山省的一个市镇，属于里永区。

## 地理
马尔西亚（46°4'46"N, 3°2'13"E）面积11.76 平方千米，位于法国奥弗涅-罗讷-阿尔卑斯大区多姆山省，该省份为法国中南部省份，北起阿列省接壤，东临卢瓦尔省，南至上盧瓦爾省和康塔爾省，西接科雷兹省和克勒兹省。
与马尔西亚接壤的市镇（或旧市镇、城区）包括：尚村、普佐勒、锡乌勒河畔圣加勒、圣伊莱尔拉克鲁瓦、圣帕尔杜、锡乌勒河畔圣坎坦。

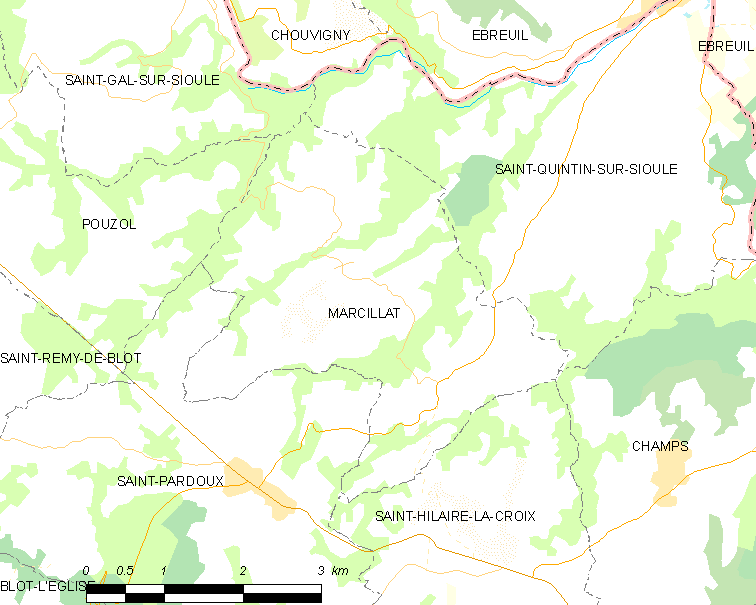
马尔西亚的OSM定位图

马尔西亚的时区为UTC+01:00、UTC+02:00（夏令时）。

## 行政
马尔西亚的邮政编码为63440，INSEE市镇编码为63208。

## 政治
马尔西亚所属的省级选区为圣乔治德蒙斯县。

## 人口

1962-2008年间马尔西亚人口变化图示

马尔西亚于2022年1月1日时的人口数量为342人。